# Bitwa pod Nowymi Krukami
Bitwa pod Nowymi Krukami – część wielkiej bitwy nad Berezyną. Walki pododdziałów polskiego 11 pułku ułanów i dywizjonu 18 pułku ułanów z batalionem sowieckiego 169 pułku strzelców w czasie majowej ofensywy wojsk Michaiła Tuchaczewskiego w okresie wojny polsko-bolszewickiej.

## Sytuacja ogólna
14 maja 1920 wojska Frontu Zachodniego Michaiła Tuchaczewskiego przeszły do ofensywy.
15 Armia Korka i Grupa Północna Siergiejewa uderzyły na pozycje oddziałów 8 Dywizji Piechoty i 1 Dywizji Litewsko-Białoruskiej w ogólnym kierunku na Głębokie.
16 Armia Sołłohuba wykonała uderzenie pomocnicze w kierunku Mińska.
W rejonie Lepla i Uszacza oddziały 1 Dywizji L-B i 13 pułku piechoty z 8 Dywizji Piechoty nie wytrzymały uderzenia 4., 11., 56. i 5. Dywizji Strzelców i rozpoczęły odwrót.
Następnego dnia bez powodzenia kontratakowała odwodowa 3 Dywizja Piechoty Legionów. Stanowisk wzdłuż linii jezior Dzwony – Pyszno – Osieczyszcze nie udało się utrzymać.
Na styku 8 DP i 1 DLB wytworzyła się luka otwierająca przeciwnikowi kierunek na Mołodeczno.
Wobec tego zagrożenia 1 Armia otrzymała z Odwodu Naczelnego Wodza, zgrupowaną w rejonie Mołodeczna, 17 Wielkopolską Dywizje Piechoty.
W dniach od 16 do 18 maja oddziały polskie broniły się nad górną Berezyną i odpierały bolszewickie ataki.
Jednak 5 Dywizji Strzelców udało się sforsować rzekę pod Mościszczem, odrzucić broniącą się tam II Brygadę Litewsko-Białoruską i opanować Lipsk.
W tym czasie 15 Armia Korka wykonywała główne uderzenie wzdłuż linii kolejowej na Mołodeczno. Jej zasadnicze zgrupowanie osłaniała od południa 53 Dywizja Strzelców, a od północy Grupa Północna.
21 maja 1 Armia została wzmocniona ściągniętą z rejonu Wilna 10 Dywizją Piechoty. Dywizja ta obsadziła linie obronną między Szarkowszczyzną a Kozianami. Umożliwiło to wycofującym się 8 DP i 1 DLB oderwanie się od przeciwnika i zreorganizowanie oddziałów.
23 maja rozpoczął się ogólny odwrót wojsk polskich na linię Dryssa – Przedbrodzie – Duniłowicze – Budsław – rzeka Serwecz – Milcza – rzeka Omniszewka.
Tutaj jednak także nie zdołano zorganizować trwałej obrony.
Naczelne Dowództwo Wojska Polskiego postanowiło zażegnać niebezpieczeństwo nad Berezyną w sposób zaczepny. Bezpośrednie dowodzenie przejął Naczelny Wódz.
W rejonie Święcian koncentrowała się nowo sformowana Armia Rezerwowa gen. Kazimierza Sosnkowskiego.

## Bój o Karandasze
1 Brygada Jazdy w składzie 7., 11 pułk ułanów, dywizjon 18 pułku ułanów i 1 dywizjon artylerii konnej otrzymała zadanie zamknięcia przesmyku między Dźwiną a jeziorem Jelnia pod Dryhuczami. Rozpoznanie ustaliło, że przeciwnik koncentruje pododdziały 164 Brygady Strzelców w rejonie Karandasze – Kruki Stare – Kowalewszczyzna i przygotowuje się do uderzenia na Miory.
Dowódca 1 Brygady Jazdy płk Belina-Prażmowski, postanowił uprzedzić natarcie nieprzyjaciela, zorganizować wypad i rozbić zgrupowanie uderzeniowe 164 Brygady Strzelców.
28 maja grupa wypadowa w składzie 7 pułk ułanów z 1 baterią 1 dak oraz III/29 pułku piechoty wyruszyła do działania.
Batalion wyruszył z Bosin dwiema kolumnami: dwie kompanie skierowały się na Karandasze, a jedna kompania na Kruki Stare. Stacjonujący w Swierdłach 7 pułk ułanów pomaszerował na Królewszczyznę – Karandasze.
Brak współdziałania pomiędzy piechotą i kawalerią spowodował, że mimo początkowo wygranych walk nie doprowadzono do rozbicia koncentrujących się oddziałów sowieckich, a jedynie odrzucono przeciwnika w kierunku Dryhucz.

## Działania pod Nowymi Krukami
7 czerwca 1 Brygada Jazdy płk. Beliny-Prażmowskiego wznowiła działania zaczepne. 7 pułk ułanów opanował Karandasze i Stare Kruki. Natomiast 11 pułk ułanów wyparł pododdziały sowieckiego 169 pułku strzelców z Kowalewszczyzny i ruszył na Nowe Kruki. Tu napotkał kolejny batalion 169 pułku strzelców spieszący z pomocą załodze Kowalewszczyzny. Dowódca pułku zorganizował szarżę siłami 1 i 4 szwadronu. Działania ułanów wspierały baterie 1 dywizjonu artylerii konnej.
W tym samym czasie głębokiego obejścia dokonał dywizjon 18 pułku ułanów. Skrajem bagien dotarł on do wioski, spieszył się i zaatakował zgrupowane tutaj pododdziały. Zaatakowany z dwóch stron batalion sowiecki został rozbity.
Następnego dnia 11 pułk ułanów uderzył na Jurkowszczyznę, a 9 czerwca 1 Brygada Jazdy obsadziła przesmyk pod Dryhuczami, wypełniając tym samym zadanie postawione przed nią w ramach polskiej kontrofensywy na Białorusi.